# Fernando Maurício
Fernando Maurício da Silva (né le 21 novembre 1933 à Lisbonne, Portugal - décédé le 15 juillet 2003 dans la même ville) est un chanteur de Fado.

## Biographie
Titulaire d'une belle voix du Fado, il est aujourd'hui considéré par de nombreux connaisseurs comme la plus grande voix de sa génération.[réf. souhaitée]
Il est né dans la rue "do Capelão", dans le cœur du quartier de "Mouraria".
Issu d'une famille de ce quartier centenaire, il a commencé le chant dans la taverne « O Chico da Severa » à l'âge de huit ans.